# Norwegia na Letnich Igrzyskach Olimpijskich 2024
Norwegię na Letnich Igrzyskach Olimpijskich 2024 reprezentowało 107 zawodników: 56 mężczyzn i 51 kobiet. Był to 27. start reprezentacji na letnich igrzyskach olimpijskich.

## Zdobyte medale
| Medal  | Zawodnik                                      | Dyscyplina           | Konkurencja                    | Rezultat | Data        |
| ------ | --------------------------------------------- | -------------------- | ------------------------------ | -------- | ----------- |
| Złoty  | Markus Rooth                                  | Lekkoatletyka        | dziesięciobój mężczyzn         | 8796     | 3 sierpnia  |
| Złoty  | Reprezentacja Norwegii w piłce ręcznej kobiet | Piłka ręczna         | turniej kobiet                 | 1.       | 10 sierpnia |
| Złoty  | Solfrid Koanda                                | Podnoszenie ciężarów | do 81 kg (k)                   | 275      | 10 sierpnia |
| Złoty  | Jakob Ingebrigtsen                            | Lekkoatletyka        | bieg na 5000 m (m)             | 13:13,66 | 10 sierpnia |
| Srebro | Karsten Warholm                               | Lekkoatletyka        | bieg na 400 m przez płotki (m) | 47,06    | 9 sierpnia  |
| Brąz   | Line Flem Høst                                | Żeglarstwo           | ILCA 6                         | 3.       | 7 sierpnia  |
| Brąz   | Anders Mol Christian Sørum                    | Piłka siatkowa       | turniej mężczyzn               | 3.       | 10 sierpnia |
| Brąz   | Grace Bullen                                  | Zapasy               | do 62 kg (k)                   | 3.       | 10 sierpnia |

## Skład reprezentacji

### Boks
| Zawodnik        | Konkurencja  | 1/16                    | Ćwierćfinał      | Półfinał         | Finał            | Miejsce | Źródło |
| Zawodnik        | Konkurencja  | Przeciwnik Wynik        | Przeciwnik Wynik | Przeciwnik Wynik | Przeciwnik Wynik | Miejsce | Źródło |
| --------------- | ------------ | ----------------------- | ---------------- | ---------------- | ---------------- | ------- | ------ |
| Omar Shiha      | do 92 kg (m) | Bakhodir Jalolov P 0-5  | NQ               | NQ               | NQ               | NQ      |        |
| Sunniva Hofstad | do 75 kg (k) | Lovlina Borgohain P 0-5 | NQ               | NQ               | NQ               | NQ      |        |

### Golf
| Zawodnik           | Konkurencja | Runda 1 | Runda 2 | Runda 3 | Runda 4 | Łącznie | Łącznie | Łącznie | Źródło |
| Zawodnik           | Konkurencja | Wynik   | Wynik   | Wynik   | Wynik   | Wynik   | Par     | Pozycja | Źródło |
| ------------------ | ----------- | ------- | ------- | ------- | ------- | ------- | ------- | ------- | ------ |
| Viktor Hovland     | mężczyźni   | 70      | 75      | 67      | 68      | 280     | -4      | T30     | [ 1 ]  |
| Kristoffer Ventura | mężczyźni   | 71      | 68      | 76      | 69      | 284     | E       | T43     | [ 1 ]  |
| Celine Borge       | kobiety     | 71      | 73      | 75      | 71      | 290     | +2      | T29     | [ 2 ]  |
| Madelene Stavnar   | kobiety     | 76      | 73      | 76      | 75      | 300     | +12     | T44     | [ 2 ]  |

### Jeździectwo
Ujeżdżenie
| Zawodnik      | Konkurencja   | Koń            | Grand Prix | Grand Prix | Grand Prix Freestyle | Grand Prix Freestyle | Grand Prix Special | Grand Prix Special | Źródło |
| Zawodnik      | Konkurencja   | Koń            | Wynik      | Poz.       | Wynik                | Poz.                 | Wynik              | Poz.               | Źródło |
| ------------- | ------------- | -------------- | ---------- | ---------- | -------------------- | -------------------- | ------------------ | ------------------ | ------ |
| Isabel Freese | indywidualnie | Total Hope OLD | 76,817     | 9.         | 83,293               | 9.                   | —                  | —                  | [ 3 ]  |

Skoki przez przeszkody
| Zawodnik           | Konkurencja   | Koń                      | Kwalifikacje | Kwalifikacje | Finał | Finał | Finał | Źródło |
| Zawodnik           | Konkurencja   | Koń                      | Kary         | Poz.         | Kary  | Czas  | Poz.  | Źródło |
| ------------------ | ------------- | ------------------------ | ------------ | ------------ | ----- | ----- | ----- | ------ |
| Victoria Gulliksen | indywidualnie | Mistral van de Vogelzang | 0            | 1. Q         | 13    | 84,43 | 24.   |        |

### Kajakarstwo

#### Kajakarstwo klasyczne
| Zawodnik                                                                    | Konkurencja | Eliminacje | Eliminacje | Ćwierćfinały | Ćwierćfinały | Półfinały | Półfinały | Finał A/B | Finał A/B | Źródło |
| Zawodnik                                                                    | Konkurencja | Czas       | Pozycja    | Czas         | Pozycja      | Czas      | Pozycja   | Czas      | Pozycja   | Źródło |
| --------------------------------------------------------------------------- | ----------- | ---------- | ---------- | ------------ | ------------ | --------- | --------- | --------- | --------- | ------ |
| Kristine Strand Amundsen Hedda Øritsland Anna Margrete Sletsjøe Maria Virik | K-4 500 (k) | 1:34,28    | 4 SF       | —            | —            | 1:34,77   | 2 FA      | 1:35,02   | 7.        |        |

### Kolarstwo

#### Kolarstwo szosowe
| Zawodnik          | Konkurencja                    | Czas     | Pozycja | Źródło |
| ----------------- | ------------------------------ | -------- | ------- | ------ |
| Søren Wærenskjold | wyścig ze startu wspólnego (m) | 6:39,27  | 63.     | [ 4 ]  |
| Tobias Foss       | wyścig ze startu wspólnego (m) | 6:41,17  | 74.     | [ 4 ]  |
| Marte Berg Edseth | wyścig ze startu wspólnego (k) | 4:04,23  | 30.     |        |
| Ingvild Gåskjenn  | wyścig ze startu wspólnego (k) | 4:04,23  | 21.     |        |
| Tobias Foss       | jazda indywidualna na czas (m) | 37:57,28 | 13.     | [ 5 ]  |
| Søren Wærenskjold | jazda indywidualna na czas (m) | DNF      | DNF     | [ 5 ]  |

#### Kolarstwo torowe
Omnium
| Zawodnik       | Konkurencja | Scratch | Scratch | Wyścig tempowy | Wyścig tempowy | Wyścig eliminacyjny | Wyścig eliminacyjny | Wyścig punktowy | Wyścig punktowy | Wyścig punktowy | Suma punktów | Pozycja | Źródło |
| Zawodnik       | Konkurencja | Miejsce | Punkty  | Miejsce        | Punkty         | Miejsce             | Punkty              | Sprint          | Okrążenia       | Miejsce         | Suma punktów | Pozycja | Źródło |
| -------------- | ----------- | ------- | ------- | -------------- | -------------- | ------------------- | ------------------- | --------------- | --------------- | --------------- | ------------ | ------- | ------ |
| Anita Stenberg | kobiety     | 8       | 26      | 12             | 18             | 5                   | 32                  | 6               | 20              | 8               | 102          | 8.      | [ 6 ]  |

#### Kolarstwo górskie
| Zawodnik   | Konkurencja       | Czas/Okrążenia | Pozycja | Źródło |
| ---------- | ----------------- | -------------- | ------- | ------ |
| Knut Røhme | cross-country (m) | 1:30,55        | 20.     | [ 7 ]  |

### Lekkoatletyka

#### Konkurencje biegowe
| Zawodnik                                                                               | Konkurencja                   | Kwalifikacje | Kwalifikacje | I Runda  | I Runda | Repasaże | Repasaże | Półfinał | Półfinał | Finał    | Finał   | Źródło |
| Zawodnik                                                                               | Konkurencja                   | Wynik        | Miejsce      | Wynik    | Miejsce | Wynik    | Miejsce  | Wynik    | Miejsce  | Wynik    | Miejsce | Źródło |
| -------------------------------------------------------------------------------------- | ----------------------------- | ------------ | ------------ | -------- | ------- | -------- | -------- | -------- | -------- | -------- | ------- | ------ |
| Håvard Bentdal Ingvaldsen                                                              | bieg na 400 m (m)             | BYE          | BYE          | 45,46    | 3 Q     | BYE      | BYE      | 45,60    | 7        | NQ       | NQ      |        |
| Henriette Jæger                                                                        | bieg na 400 m (k)             | BYE          | BYE          | 50,39    | 3 Q     | BYE      | BYE      | 50,17    | 3 q      | 49,96    | 8.      |        |
| Tobias Grønstad                                                                        | bieg na 800 m (m)             | BYE          | BYE          | 1:45,85  | 6 R     | 1:44,57  | 3 q      | 1:46,37  | 7        | NQ       | NQ      |        |
| Narve Gilje Nordås                                                                     | bieg na 1500 m (m)            | BYE          | BYE          | 3:36,41  | 3 Q     | BYE      | BYE      | 3:32,34  | 6 Q      | 3:30,46  | 7.      |        |
| Jakob Ingebrigtsen                                                                     | bieg na 1500 m (m)            | BYE          | BYE          | 3:37,04  | 3 Q     | BYE      | BYE      | 3:32,38  | 1 Q      | 3:28,24  | 4.      |        |
| Jakob Ingebrigtsen                                                                     | bieg na 5000 m (m)            | BYE          | BYE          | 13:51,59 | 1 Q     | —        | —        | —        | —        | 13:13,66 | złoto   |        |
| Narve Gilje Nordås                                                                     | bieg na 5000 m (m)            | BYE          | BYE          | 14:08,16 | 1 Q     | —        | —        | —        | —        | 13:31,34 | 17.     |        |
| Karoline Bjerkeli Grøvdal                                                              | bieg na 5000m (k)             | BYE          | BYE          | 15:01,14 | 4 Q     | —        | —        | —        | —        | 14:43,21 | 8.      |        |
| Zerei Kbrom Mezngi                                                                     | maraton (m)                   | —            | —            | —        | —       | —        | —        | —        | —        | 2:14:14  | 52.     |        |
| Sondre Nordstad Moen                                                                   | maraton (m)                   | —            | —            | —        | —       | —        | —        | —        | —        | 2:11:39  | 32.     |        |
| Karsten Warholm                                                                        | bieg na 400m przez płotki (m) | BYE          | BYE          | 47,57    | 1 Q     | BYE      | BYE      | 47,67    | 1 Q      | 47,06    | srebro  |        |
| Amalie Iuel                                                                            | bieg na 400m przez płotki (k) | BYE          | BYE          | 54,82    | 3 Q     | BYE      | BYE      | 54,88    | 5        | NQ       | NQ      |        |
| Line Kloster                                                                           | bieg na 400m przez płotki (k) | BYE          | BYE          | 57,69    | 7 R     | 56,73    | 5        | NQ       | NQ       | NQ       | NQ      |        |
| Josefine Tomine Eriksen Lakeri Ertzgaard Amalie Iuel Henriette Jæger Elisabeth Slettum | sztafeta 4 x 400m (k)         | BYE          | BYE          | 3:28,61  | 6.      | —        | —        | —        | —        | NQ       | NQ      |        |

#### Konkurencje techniczne
| Zawodnik                | Konkurencja        | Kwalifikacje | Kwalifikacje | Finał | Finał   | Źródło |
| Zawodnik                | Konkurencja        | Wynik        | Miejsce      | Wynik | Miejsce | Źródło |
| ----------------------- | ------------------ | ------------ | ------------ | ----- | ------- | ------ |
| Beatrice Nedberge Llano | rzut młotem (k)    | 66,92        | 27           | NQ    | NQ      |        |
| Eivind Henriksen        | rzut młotem (m)    | 77,14        | 5 Q          | 79,18 | 4.      |        |
| Thomas Mardal           | rzut młotem (m)    | 76,78        | 8 q          | 74,25 | 11.     |        |
| Marie-Therese Obst      | rzut oszczepem (k) | 61,82        | 10 q         | 61,14 | 11.     |        |
| Sondre Guttormsen       | skok o tyczce (m)  | 5,75         | 1 Q          | 5,80  | 8.      |        |
| Simen Guttormsen        | skok o tyczce (m)  | 5,60         | 15           | NQ    | NQ      |        |
| Pål Haugen Lillefosse   | skok o tyczce (m)  | DNS          | DNS          | NQ    | NQ      |        |
| Lene Retzius            | skok o tyczce (k)  | 4,40         | 12 q         | 4,40  | 18.     |        |
| Marcus Thomsen          | pchnięcie kulą (m) | 20,81        | 12 q         | 20,69 | 9.      |        |

#### Konkurencje mieszane
| Zawodnik        | Konkurencja   | Wynik    | 100 m | LJ   | SP    | HJ   | 400 m | 110H  | DT    | PV   | JT    | 1500 m  | Razem | Pozycja |
| --------------- | ------------- | -------- | ----- | ---- | ----- | ---- | ----- | ----- | ----- | ---- | ----- | ------- | ----- | ------- |
| Markus Rooth    | dziesięciobój | Rezultat | 10,71 | 7,80 | 15,25 | 1,99 | 47,69 | 14,25 | 49,80 | 5,30 | 66,87 | 4:39,56 | 8569  | złoto   |
| Markus Rooth    | dziesięciobój | Punkty   | 926   | 1010 | 805   | 794  | 924   | 942   | 866   | 1004 | 842   | 683     | 8569  | złoto   |
| Sander Skotheim | dziesięciobój | Rezultat | 10,78 | 8,03 | 14,13 | 2,11 | 47,02 | 14,15 | 45,77 | —    | 59,79 | 4:37,49 | 7757  | 18.     |
| Sander Skotheim | dziesięciobój | Punkty   | 910   | 1068 | 747   | 906  | 957   | 955   | 783   | 0    | 735   | 696     | 7757  | 18.     |

### Piłka ręczna
| Zespół                 | Konkurencja      | Rozgrywki grupowe | Rozgrywki grupowe | Rozgrywki grupowe | Rozgrywki grupowe | Rozgrywki grupowe | Rozgrywki grupowe | Ćwierćfinał      | Półfinał         | Finał/BM         | Pozycja | Źródło |
| Zespół                 | Konkurencja      | Przeciwnik Wynik  | Przeciwnik Wynik  | Przeciwnik Wynik  | Przeciwnik Wynik  | Przeciwnik Wynik  | Pozycja           | Przeciwnik Wynik | Przeciwnik Wynik | Przeciwnik Wynik | Pozycja | Źródło |
| ---------------------- | ---------------- | ----------------- | ----------------- | ----------------- | ----------------- | ----------------- | ----------------- | ---------------- | ---------------- | ---------------- | ------- | ------ |
| reprezentacja mężczyzn | turniej mężczyzn | ARG W 36–31       | FRA W 27–22       | HUN W 26–25       | EGY P 25–26       | DEN P 25–32       | 3. Q              | SLO P 28-33      | NQ               | NQ               | 6.      |        |
| reprezentacja kobiet   | turniej kobiet   | SWE P 28–32       | DEN W 27–18       | KOR W 26–20       | SLO W 29–22       | GER W 30–18       | 1. Q              | BRA W 32–15      | DEN W 25–21      | FRA W 29–21      | złoto   |        |

### Pływanie
| Zawodnik            | Konkurencja                   | Eliminacje | Eliminacje | Półfinał | Półfinał | Finał     | Finał | Źródło |
| Zawodnik            | Konkurencja                   | Czas       | Poz.       | Czas     | Poz.     | Czas      | Poz.  | Źródło |
| ------------------- | ----------------------------- | ---------- | ---------- | -------- | -------- | --------- | ----- | ------ |
| Nicholas Lia        | 50 m stylem dowolnym (m)      | 22,51      | 37.        | NQ       | NQ       | NQ        | NQ    |        |
| Henrik Christiansen | 800 m stylem dowolnym (m)     | 8:00,55    | 25.        | —        | —        | NQ        | NQ    |        |
| Henrik Christiansen | 1500 m stylem dowolnym (m)    | 15:14,11   | 20.        | —        | —        | NQ        | NQ    |        |
| Henrik Christiansen | 10 km na otwartym akwenie (m) | —          | —          | —        | —        | 2:03:38,2 | 25.   |        |
| Jon Jøntvedt        | 800 m stylem dowolnym (m)     | 7:59,16    | 24         | —        | —        | NQ        | NQ    |        |

### Podnoszenie ciężarów
| Zawodnik       | Konkurencja | Rwanie | Rwanie  | Podrzut | Podrzut | Razem  | Pozycja | Źródło |
| Zawodnik       | Konkurencja | Wynik  | Pozycja | Wynik   | Pozycja | Razem  | Pozycja | Źródło |
| -------------- | ----------- | ------ | ------- | ------- | ------- | ------ | ------- | ------ |
| Solfrid Koanda | - 81 kg (k) | 121 kg | 2       | 154 kg  | 1       | 275 kg | złoto   |        |

### Siatkówka

#### plażowa
| Zawodnik                   | Konkurencja | Faza grupowa                          | Faza grupowa                    | Faza grupowa                               | Faza grupowa | 1/8 finału                         | Ćwierćfinały                                | Półfinały                           | Finał                                | Finał | Źródło |
| Zawodnik                   | Konkurencja | Przeciwnik Wynik                      | Przeciwnik Wynik                | Przeciwnik Wynik                           | Poz.         | Przeciwnik Wynik                   | Przeciwnik Wynik                            | Przeciwnik Wynik                    | Przeciwnik Wynik                     | Poz.  | Źródło |
| -------------------------- | ----------- | ------------------------------------- | ------------------------------- | ------------------------------------------ | ------------ | ---------------------------------- | ------------------------------------------- | ----------------------------------- | ------------------------------------ | ----- | ------ |
| Anders Mol Christian Sørum | turniej (m) | Marco Grimalt / Esteban Grimalt W 2:0 | Mark Niaidis / Izac Ccher W 2:0 | Steven van de Velde / Matthew Immers W 2:0 | 1. Q         | Miles Evans / Chase Budinger W 2:0 | Pablo Herrera Allepuz / Adrián Gavira W 2:0 | Nils Ehlers / Clemens Wickler P 2:1 | Cherif Younousse / Ahmed Tijan W 2:0 | brąz  | [ 8 ]  |

### Skoki do wody
| Zawodnik    | Konkurencja                      | Eliminacje | Eliminacje | Półfinał | Półfinał | Finał | Finał   | Źródło |
| Zawodnik    | Konkurencja                      | Wynik      | Pozycja    | Wynik    | Pozycja  | Wynik | Pozycja | Źródło |
| ----------- | -------------------------------- | ---------- | ---------- | -------- | -------- | ----- | ------- | ------ |
| Helle Tuxen | trampolina 3 m indywidualnie (k) | 257,10     | 23.        | NQ       | NQ       | NQ    | NQ      | [ 9 ]  |

### Strzelectwo
| Zawodnik                               | Konkurencja                                   | Kwalifikacje | Kwalifikacje | Finał | Finał   | Źródło |
| Zawodnik                               | Konkurencja                                   | Wynik        | Pozycja      | Wynik | Pozycja | Źródło |
| -------------------------------------- | --------------------------------------------- | ------------ | ------------ | ----- | ------- | ------ |
| Erik Watndal                           | Skeet (m)                                     | 117          | 12.          | NQ    | NQ      |        |
| Jon-Hermann Hegg                       | Karabin małokalibrowy, trzy podstawy 50 m (m) | 593-36x      | 2 Q          | 430,2 | 5.      |        |
| Ole Martin Halvorsen                   | Karabin małokalibrowy, trzy podstawy 50 m (m) | 586-32x      | 23.          | NQ    | NQ      |        |
| Jeanette Hegg Duestad                  | Karabin małokalibrowy, trzy podstawy 50 m (k) | 589-34x Q    | 5.           | 442,5 | 4.      |        |
| Jenny Stene                            | Karabin małokalibrowy, trzy podstawy 50 m (k) | 585-37x      | 15.          | NQ    | NQ      |        |
| Jeanette Hegg Duestad                  | Karabin pneumatyczny 10 m (k)                 | 633,2 Q      | 2.           | 124,1 | 8.      |        |
| Synnøve Berg                           | Karabin pneumatyczny 10 m (k)                 | 629,2        | 14.          | NQ    | NQ      |        |
| Jeanette Hegg Duestad Jon-Hermann Hegg | Karabin pneumatyczny 10m (mikst)              | 629,6        | 5.           | NQ    | NQ      |        |
| Synnøve Berg Ole Martin Halvorsen      | Karabin pneumatyczny 10m (mikst)              | 623,8        | 21.          | NQ    | NQ      |        |

### Taekwondo
| Zawodnik         | Konkurencja | 1/16 finału                      | 1/8 finału                   | Ćwierćfinały     | Repasaż          | Finał            | Pozycja | Źródło |
| Zawodnik         | Konkurencja | Przeciwnik Wynik                 | Przeciwnik Wynik             | Przeciwnik Wynik | Przeciwnik Wynik | Przeciwnik Wynik | Pozycja | Źródło |
| ---------------- | ----------- | -------------------------------- | ---------------------------- | ---------------- | ---------------- | ---------------- | ------- | ------ |
| Richard Ordemann | + 80 kg (m) | Patrik Divkovič W 2-2, 2-2, 12-9 | Ivan Šapina P 5-3, 7-13, 3-5 | NQ               | NQ               | NQ               | 9.      |        |

### Tenis ziemny
| Zawodnik    | Konkurencja | Eliminacje             | 1/32 finału                      | 1/16 finału                    | Ćwierćfinały                                | Półfinały        | Finał/Mecz o 3. miejsce | Pozycja | Źródło |
| Zawodnik    | Konkurencja | Przeciwnik Wynik       | Przeciwnik Wynik                 | Przeciwnik Wynik               | Przeciwnik Wynik                            | Przeciwnik Wynik | Przeciwnik Wynik        | Pozycja | Źródło |
| ----------- | ----------- | ---------------------- | -------------------------------- | ------------------------------ | ------------------------------------------- | ---------------- | ----------------------- | ------- | ------ |
| Casper Ruud | singel (m)  | Taro Daniel W 7-5, 6-1 | Andrea Vavassori W 4-6, 6-4, 6-3 | Francisco Cerúndolo W 6-3, 6-4 | Félix Auger-Aliassime P 4-6, 7-6(10-8), 3-6 | NQ               | NQ                      | NQ      |        |

### Triathlon

#### Indywidualnie
| Zawodnik             | Konkurencja | Pływanie | Zmiana 1 | Jazda na rowerze | Zmiana 2 | Bieg  | Czas    | Pozycja | Źródło |
| -------------------- | ----------- | -------- | -------- | ---------------- | -------- | ----- | ------- | ------- | ------ |
| Solveig Løvseth      | kobiety     | 28:00    | 00,58    | 1:00,14          | 00,33    | 36:04 | 2:05,49 | 48.     |        |
| Lotte Miller         | kobiety     | 24:40    | 1:00     | DNF              | DNF      | DNF   | DNF     | DNF     |        |
| Kristian Blummenfelt | mężczyźni   | 21:00    | 0,53     | 51:29            | 0,26     | 30:39 | 1:44,27 | 12.     | [ 10 ] |
| Vetle Bergsvik Thorn | mężczyźni   | 20:30    | 0,50     | 52,02            | 0,25     | 31:34 | 1:45,21 | 17.     | [ 10 ] |

#### Sztafeta mieszana
| Zawodnik             | Konkurencja       | Pływanie (300 m) | Zmiana 1 | Jazda na rowerze (7 km) | Zmiana 2 | Bieg (2 km) | Czas  | Łącznie | Pozycja | Źródło |
| -------------------- | ----------------- | ---------------- | -------- | ----------------------- | -------- | ----------- | ----- | ------- | ------- | ------ |
| Vetle Bergsvik Thorn | sztafeta mieszana | 4:17             | 1:03     | 9,22                    | 0,23     | 4,59        | 20,16 | 1:27,08 | 5.      | [ 11 ] |
| Lotte Miller         | sztafeta mieszana | 5,               | 1,07     | 10,27                   | 0,26     | 5,49        | 22,54 | 1:27,08 | 5.      | [ 11 ] |
| Kristian Blummenfelt | sztafeta mieszana | 4,               | 1,01     | 9,31                    | 0,23     | 5,02        | 20,16 | 1:27,08 | 5.      | [ 11 ] |
| Solveig Løvseth      | sztafeta mieszana | 5,               | 1,12     | 1                       | 0,26     | 5,58        | 22    | 1:27,08 | 5.      | [ 11 ] |

### Wioślarstwo
| Zawodnik                                                                      | Konkurencja                      | Eliminacje | Eliminacje | Repasaże | Repasaże | Półfinał | Półfinał | Finał   | Finał   | Źródło |
| Zawodnik                                                                      | Konkurencja                      | Wynik      | Pozycja    | Wynik    | Pozycja  | Wynik    | Pozycja  | Wynik   | Pozycja | Źródło |
| ----------------------------------------------------------------------------- | -------------------------------- | ---------- | ---------- | -------- | -------- | -------- | -------- | ------- | ------- | ------ |
| Martin Helseth Kjetil Borch                                                   | dwójka podwójna (m)              | 6:22,36    | 2          | BYE      | BYE      | 6:20,27  | 6 FB     | 6:17,51 | 10.     |        |
| Kristoffer Brun Oscar Stabe Helvig Jonas Slettemark Juel Erik André Solbakken | czwórka podwójna (m)             | 5:50,48    | 4 R        | 5:53,13  | 3 FB     | —        | —        | 5:51,88 | 8.      |        |
| Lars Martin Benske Ask Jarl Tjøm                                              | dwójka podwójna wagi lekkiej (m) | 6:41,77    | 2 SA/B     | BYE      | BYE      | 6:26,62  | 3 FA     | 6:20,92 | 5.      |        |
| Thea Helseth Inger Kavlie                                                     | dwójka podwójna (k)              | 7:00,78    | 4 R        | 7:10,39  | 2 SA/B   | 6:52,47  | 3 FA     | 6:58,41 | 6.      |        |

### Zapasy
| Zawodnik     | Konkurencja           | 1/8 finału            | Ćwierćfinał           | Półfinał              | Repasaż          | Finał/ Pojedynek o 3. miejsce | Finał/ Pojedynek o 3. miejsce | Źródło |
| Zawodnik     | Konkurencja           | Przeciwnik Wynik      | Przeciwnik Wynik      | Przeciwnik Wynik      | Przeciwnik Wynik | Przeciwnik Wynik              | Pozycja                       | Źródło |
| ------------ | --------------------- | --------------------- | --------------------- | --------------------- | ---------------- | ----------------------------- | ----------------------------- | ------ |
| Grace Bullen | -62 kg styl wolny (k) | Siwar Bousetta W 12-2 | Luisa Niemesch W 10-0 | Sakura Motoki P 7-7 F | —                | Ana Godinez W 11-0            | brąz                          |        |

### Żeglarstwo
Konkurencje eliminacyjne
| Zawodnik    | Konkurencja | Wyścig | Wyścig | Wyścig | Wyścig | Wyścig | Wyścig | Wyścig | Wyścig | Wyścig | Wyścig | Wyścig | Wyścig | Wyścig | Wyścig | Wyścig | Wyścig | Wyścig  | Ćwierćfinał | Półfinał | Finał | Źródło |
| Zawodnik    | Konkurencja | 1      | 2      | 3      | 4      | 5      | 6      | 7      | 8      | 9      | 10     | 11     | 12     | 13     | 14     | Razem  | Punkty | Pozycja | Ćwierćfinał | Półfinał | Finał | Źródło |
| ----------- | ----------- | ------ | ------ | ------ | ------ | ------ | ------ | ------ | ------ | ------ | ------ | ------ | ------ | ------ | ------ | ------ | ------ | ------- | ----------- | -------- | ----- | ------ |
| Mina Mobekk | iQFoil (k)  | 13     | 16     | 9      | 18     | 2      | 15     | 7      | 18     | 9      | 37     | 7      | 9      | 8      | 21     | 159    | 120    | 11.     | NQ          | NQ       | NQ    |        |

Konkurencje z wyścigiem medalowym
| Zawodnik                    | Konkurencja  | Wyścig | Wyścig | Wyścig | Wyścig | Wyścig | Wyścig | Wyścig | Wyścig | Wyścig | Wyścig | Wyścig | Wyścig | Wyścig    | Punkty | Finałowa pozycja | Źródło |
| Zawodnik                    | Konkurencja  | 1      | 2      | 3      | 4      | 5      | 6      | 7      | 8      | 9      | 10     | 11     | 12     | Meda lowy | Punkty | Finałowa pozycja | Źródło |
| --------------------------- | ------------ | ------ | ------ | ------ | ------ | ------ | ------ | ------ | ------ | ------ | ------ | ------ | ------ | --------- | ------ | ---------------- | ------ |
| Hermann Tomasgaard          | Laser (m)    | 22     | 16     | 2      | 17     | 15     | 19     | 6      | 2      | —      | —      | —      | —      | 8         | 85     | 5.               |        |
| Line Flem Høst              | Laser Radial | 11     | 3      | 19     | 19     | 7      | 2      | 12     | 14     | 3      | —      | —      | —      | 4         | 75     | brąz             |        |
| Helene Næss Marie Rønningen | 49er (k)     | 10     | 7      | 13     | 21     | 5      | 9      | 5      | 5      | 7      | 2      | 5      | 8      | 16        | 92     | 4.               |        |